# Поманов, Аширнияз Аманмамедович
Аширния́з Аманмаме́дович Пома́нов (туркм. Aşyrnyýaz Amanmämedowiç Pomanow; род. 1962, Небит-Даг) — туркменский государственный деятель, хяким города Туркменбаши (2005—2009). Один из шести кандидатов в президенты Туркменистана на выборах 2007 года.

## Биография
- 1979—1981 — студент Туркменского политехнического института.
- 1981—1983 — служба в армии
- 1984 — электромонтер строительно-монтажного управления треста «Башнебитгазэлектрогурлушык» города Балканабат.
- 1984—1988 — секретарь комитета комсомола горздравотдела, заведующий организационным отделом горкома комсомола, ответственный секретарь общества «Знание» города Балканабат.
- 1988—1989 — электромонтер, старший, затем ведущий инженер-электрик нефтегазодобывающего управления «Небитдагнебит».
- 1989—1990 — лектор Балканабатского горкома партии.
- 1990—1991 — слушатель высшей партийной школы в Баку.
- 1991—1992 — специалист идеологического отдела Балканабатского горкома партии, первый секретарь Балканского велаятского комитета комсомола, председатель Балканского велаятского совета Молодёжной организации Туркменистана им. Махтумкули.
- 1992—1993 — помощник хякима Балканского велаята. С 1993 года по 1996 год — заместитель хякима Балканского велаята.
- 1996—2005 — председатель Балканского велаятского объединения профсоюзов.
- 2005—2009 — хяким города Туркменбаши Балканского велаята. Был уволен с поста в апреле 2009 года, с формулировкой «за недостатки в работе».

## Участие в президентских выборах
Участвовал в выборах президента Туркменистана 2007 года. Набрал 1,31 % голосов.

## Награды
- Медаль «Gayrat»
- Медаль «Watana bolan söygüsi üçin».